# Weesgedicht

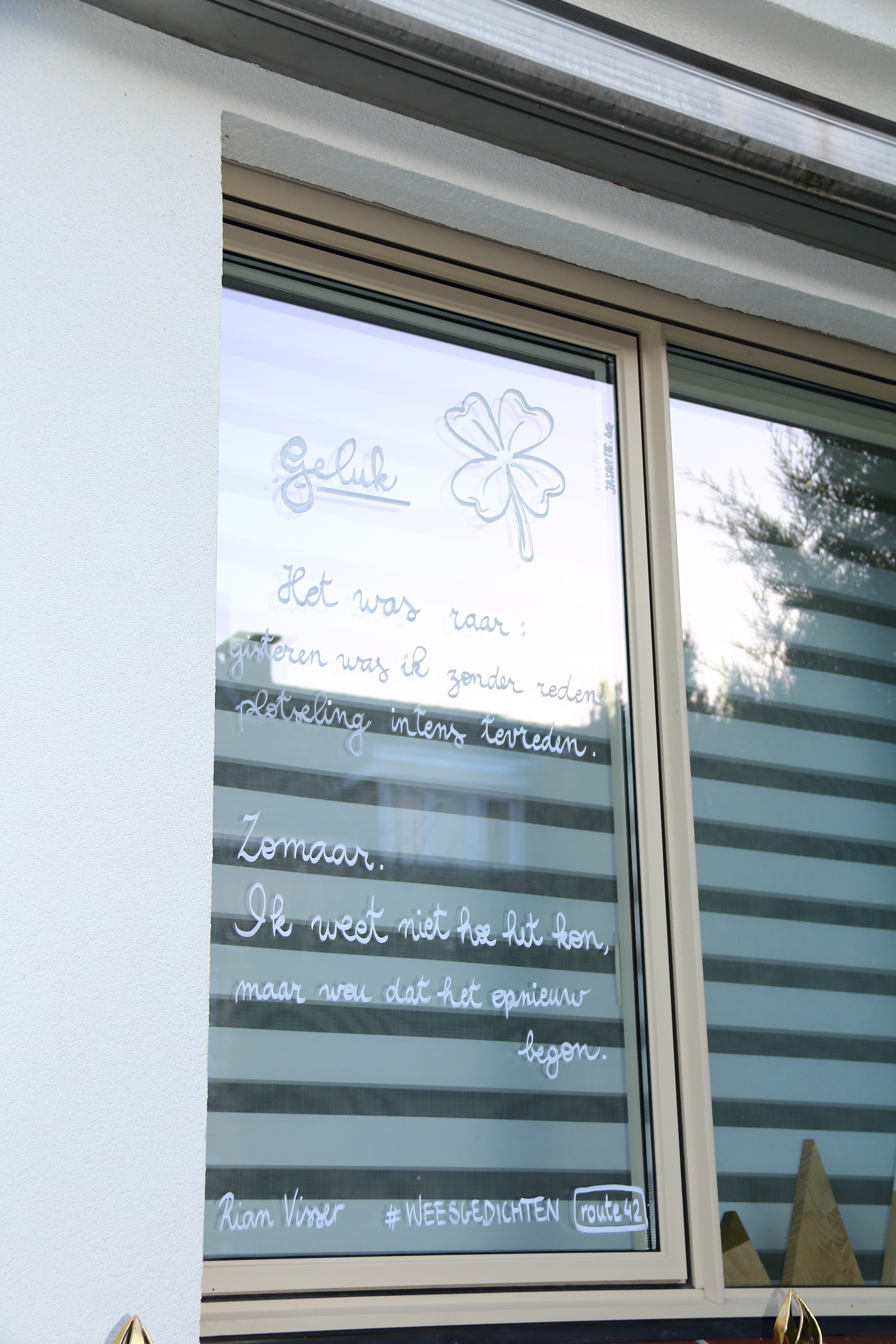
Weesgedicht in Zottegem

Een weesgedicht is een gedicht dat geadopteerd kan worden door een lezer, waarna de plaatselijke openbare bibliotheek een illustrator de opdracht geeft het weesgedicht aan te brengen op een raam bij de lezer.
Het project werd gelanceerd in Vlaanderen tijdens de coronacrisis door de Aalsterse bibliotheek Utopia (met als peter Stijn De Paepe), en vond nadien navolging ter gelegenheid van de Poëzieweek in verschillende Vlaamse en Brusselse gemeenten. Het doel van de weesgedichten is om poëzie zichtbaarder te maken in het straatbeeld. Vanaf 2024 worden ook in Nederland weesgedichten gepubliceerd.